# Favalello
Favalello es una comuna y población de Francia, en la región de Córcega, departamento de Alta Córcega.
Su población en el censo de 1999 era de 47 habitantes.

## Demografía
| 19 | 20 | 21 | 27 | 33 | 47 |
| Para los censos de 1962 a 1999 la población legal corresponde a la población sin duplicidades (Fuente: INSEE [Consultar]) |    |    |    |    |    |

- Datos: Q549262
- Multimedia: Favalello / Q549262

1. ↑  Worldpostalcodes.org, código postal n.º 20212.
2. ↑  INSEE, Datos de población para el año 2012 de Favalello (en francés).